# Cole Walsh
Cole Walsh (né le 14 juin 1995) est un athlète américain, spécialiste du saut à la perche.
Il termine 3e des Championnats des États-Unis 2018 en établissant son record personnel à 5,75 m.

## Biographie
Cole Walsh remporte en 2014 les championnats junior des États-Unis, alors qu’il est étudiant à l’université de l’Oregon.